# Baby Dry Your Eye
Baby Dry Your Eye är ett studioalbum av Marit Bergman, utgivet i mars 2004 på skivbolaget Sony BMG.
Albumet producerades av Marco Manieri, men assistans av Marit Bergman och Åsa Jacobsson. Medverkande på albumet var bland annat artisterna Titiyo, Timbuktu, Frida Hyvönen och Nina Persson.
Marit Bergman fick mycket bra kritik för albumet och många utmärkelser, bland andra Grammis för "Årets kompositör" och "Årets pop kvinnlig".

## Låtlista
Låtar där inget annat anges är skrivna av Marit Bergman.
1. "Intro/Love For Sale" (Marit Bergman/Cole Porter) – 1.42
2. "Tomorrow Is Today" – 3.21
3. "Adios Amigos" (Marit Bergman/Cecilia Nordlund) – 2.52
4. "Can I Keep Him?" – 4.47
5. "Shame On Me" – 3.59
6. "I Will Always Be Your Soldier" – 3.50
7. "Let's Just Fall in Love" – 3.29
8. "Come Back and Haunt Me" – 4.19
9. "Mystery" – 5.01
10. "Place Your Bets" – 3.44
11. "You’re With Me" – 2.48
12. "I Miss You" – 5.33
13. "Outro" – 1.16

## Medverkande musiker
- Marit Bergman – sång, kör, gitarr, bas, spinett, piano, klockspel, slagverk, trummor, melodika
- Åsa Jacobsson – piano, orgel, vibrafon, rhodes, klockspel, spinett, slagverk, kör
- Linda Hörnqvist – trummor, slagverk
- Mattias Areskog – basgitarr, mandolin, munspel, kör, slagverk
- Daniel Värjö – gitarr, mandolin, slagverk
- Marco Manieri – synthesizer, slagverk
- Cecilia Nordlund – sånng
- Niklas Korsell – trummor
- Martin von Schmalensee – basgitarr
- Pontus Levahn – slagverk
- Björn Yttling – mellotron
- Jason Diakité – slagverk
- Tove Jacobsson – violin, kör
- Christian Hörgren – cello
- Sven Andersson – flöjt
- Ludvig Rylander – saxofon, klarinett, melodika, kör
- Daniel Johansson – trumpet, flygelhorn
- Jens Lindgård – trombon
- Nina Persson – kör
- Titiyo Jah – kör
- Frida Hyvönen – kör